# Восточная (Курганская область)
Восточная — деревня в Мишкинском районе Курганской области России. До преобразования в конце 2021 года муниципального района в муниципальный округ входила в состав Восходского сельсовета.

## География
Деревня находится в западной части Курганской области, в лесостепной зоне, между озёрами Каменное и Сухое, на расстоянии примерно 12 километров (по прямой) к востоку-юго-востоку (ESE) от Мишкина, административного центра района.
Климат
Климат характеризуется как континентальный, с недостаточным увлажнением, холодной малоснежной зимой и тёплым сухим летом. Среднегодовая температура воздуха — 2,1 °С. Средняя максимальная температура воздуха самого тёплого месяца (июля) составляет 23 — 26 °C. Безморозный период длится в течение 115—119 дней в году. Среднегодовое количество атмосферных осадков составляет 370—380 мм.

## Население
| 1989 | 2002 | 2010 |
| ---- | ---- | ---- |
| 187  | ↘159 | ↘58  |

Национальный состав
Согласно результатам Всероссийской переписи населения 2002 года, в национальной структуре населения русские составляли 82 %